# Teleopsis rubicunda
Teleopsis rubicunda är en tvåvingeart som beskrevs av Wulp 1897. Teleopsis rubicunda ingår i släktet Teleopsis och familjen Diopsidae. Inga underarter finns listade i Catalogue of Life.